# Krylatskoïe (métro de Moscou)
Krylatskoïe (en russe : Крыла́тское et en anglais : Krylatskoye) est une station de la ligne Arbatsko-Pokrovskaïa (ligne 3 bleue) du métro de Moscou. Elle est située sur le territoire du raïon Krylatskoïe dans le district administratif ouest de Moscou.

## Situation sur le réseau
Établie en souterrain, à 9 mètres sous le niveau du sol, la station Krylatskoïe est située au point 165+15 de la ligne Arbatsko-Pokrovskaïa (ligne 3 bleue), entre les stations Molodiojnaïa (en direction de Chtchiolkovskaïa), et  Stroguino (en direction de Piatnitskoïe chosse).
En direction de Molodiojnaïa une jonction entre les deux tunnels (dans un seul sens) est présente à la sortie de la station. Vers Stroguino, la ligne passe par la future station de Troitse-Lykovo.

## Histoire
La station a été ouverte le 31 décembre 1989. Elle est dévenue la station finie de la ligne Filiovskaïa. Dès 7 janvier 2008 elle appertient à la ligne Arbatsko-Pokrovskaïa.